# Vladimír Kajdoš
 Vladimír Kajdoš  (ur. 21 lutego 1893 w Niemczicach nad Haną, zm. 8 lipca 1970 w Frensztacie pod Radhosztiem) – czeski generał.

## Biogram
Studiował filozofię na Uniwersytecie Czeskim w Pradze.
Podczas I wojny światowej oficer Korpusu Czechosłowackiego.
W latach 1923–1928 naczelnik sztabu Dziewiątej Dywizji Pieszej, 1928–1933 szef grupy (w końcu wydziału) sztabu głównego, 1933–1935 dowódca Czterdziestego Pułku Pieszego, 1935–1938 drugi zastępca naczelnika sztabu głównego oraz od 4 października do 1 grudnia 1938 r. minister kolei, poczty i telegrafu. Od 1936 generał brygady.
Na początku okupacji niemieckiej jako likwidator sztabu głównego przelał tajne fundusze finansowe na rzecz ruchu oporu.
W latach 1945–1947 prezes Karnego Komitetu Apelacyjnego.

## Odznaczenia
- Krzyż Wojenny 1914–1918 – trzykrotnie
- Czechosłowacki Medal Rewolucyjny
- Czechosłowacki Medal Zwycięstwa
- Kawaler Legii Honorowej
- Wielki Oficer i Komandor Orderu Korony Jugosłowiańskiej
- Krzyż Pamiątkowy za Wojnę o Wyzwolenie i Zjednoczenie 1914–1918